# Sarcophaga wagneri
Sarcophaga wagneri är en tvåvingeart som beskrevs av Tadao Kano och Zumpt 1968. Sarcophaga wagneri ingår i släktet Sarcophaga och familjen köttflugor. Inga underarter finns listade i Catalogue of Life.